# Michael Andretti
Michael Mario Andretti (Bethlehem, Pensilvania; 5 de octubre de 1962) es un expiloto de automovilismo estadounidense. Corrió en Fórmula 1, CART, IndyCar Series y las 24 Horas de Le Mans.
Los mejores resultados los logró en la CART, donde se alzó con el título en 1991, acabó subcampeón en 1986, 1987, 1990, 1992 y 1996, tercero en 1989 y 2001, y cuarto en 1994, 1995 y 1999. En su carrera en automóviles Indy sumó 42 victorias, lo que lo ubica tercero en el historial, así como 100 podios. En sus 16 participaciones en las 500 Millas de Indianápolis, obtuvo el segundo puesto en 1991, el tercero en 2001 y 2006, el cuarto en 1988, el quinto en 1984 y el sexto en 1986, pero no pudo triunfar en ninguna ocasión.
Desde 2001, Andretti es propietario de un equipo de automovilismo, que actualmente se denomina Andretti Autosport y participa en la IndyCar. Sus pilotos Tony Kanaan, Dan Wheldon, Dario Franchitti y Ryan Hunter-Reay fueron campeones del certamen en 2004, 2005, 2007 y 2012 respectivamente. Su padre Mario Andretti y su hijo Marco Andretti también son pilotos de automovilismo.

## Primeros años en el automovilismo (1980-1985)
Andretti debutó en el automovilismo en el año 1980 al participar en competencias de Fórmula Vee. En 1981 fue campeón de la Fórmula Super Vee del SCCA al ganar seis de once fechas. Luego ascendió a la Fórmula Atlantic; en 1983 se llevó el título con tres victorias.
Una vez concluida la temporada de la Fórmula Atlantic, Andretti dio el salto a la serie CART al disputar las tres últimas fechas para el equipo Kraco; finalizó noveno en la fecha final. Ese equipo lo contrató como piloto titular. En 1984 sumó cinco terceros puestos, un cuarto y un quinto. Así, finalizó el año en séptima posición. Al año siguiente, cosechó una segunda colocación, una cuarta y una quinta en Indianápolis, pero 9 abandonos en 15 fechas le significaron terminar noveno en el campeonato.

## Éxitos en la CART y etapa en Fórmula 1 (1986-1994)
Andretti ganó en 1986 sus primeras tres carreras en la CART (Long Beach, Milwaukee y Phoenix), arribó segundo en cuatro ocasiones y tercero en una. Así, peleó con Bobby Rahal hasta la última fecha y finalmente resultó subcampeón. La historia fue similar en 1987: Andretti venció en Milwaukee, Míchigan, Nazareth y Miami, segundo en Portland y cuarto o quinto en cuatro oportunidades. Sin embargo, Rahal volvió a dejarlo en la segunda posición en la tabla final. 1988 fue su último año en Kraco. Llegó segundo dos veces y tercero en tres ocasiones, de manera que terminó sexto en el campeonato. Como consuelo, ganó la carrera de estrellas Desafío Marlboro en Miami.
Newman/Haas, uno de los equipos más importantes de la CART, fichó a Andretti en 1989. Ganó en Toronto y Míchigan, finalizó segundo en dos oportunidades y tercero en otras dos, con lo cual terminó tercero en el campeonato. En 1990, fue triunfador en cinco carreras (Detroit, Portland, Meadowlands, Mid-Ohio y Road America) y quinto o mejor seis veces más. Sin embargo, Al Unser Jr. tuvo una actuación aún superior, por lo que Andretti debió conformarse con el subcampeonato.
Su único título en la CART lo logró en 1991, al ganar de manera aplastante 8 de 18 carreras puntuables más el Desafío Marlboro y conseguir un segundo lugar en Indianápolis, dos terceros lugares y ocho pole positions. En 1992, Andretti cosechó cinco victorias, tres segundos lugares y dos cuartos. Sin embargo, perdió el campeonato en la última fecha frente a Rahal, tras acumular cinco abandonos. Uno de ellos fue en las 500 Millas de Indianápolis, donde lideró 160 de las 200 vueltas, pero una falla mecánica lo detuvo a 11 vueltas del final cuando llevaba medio minuto de ventaja con respecto al escolta.

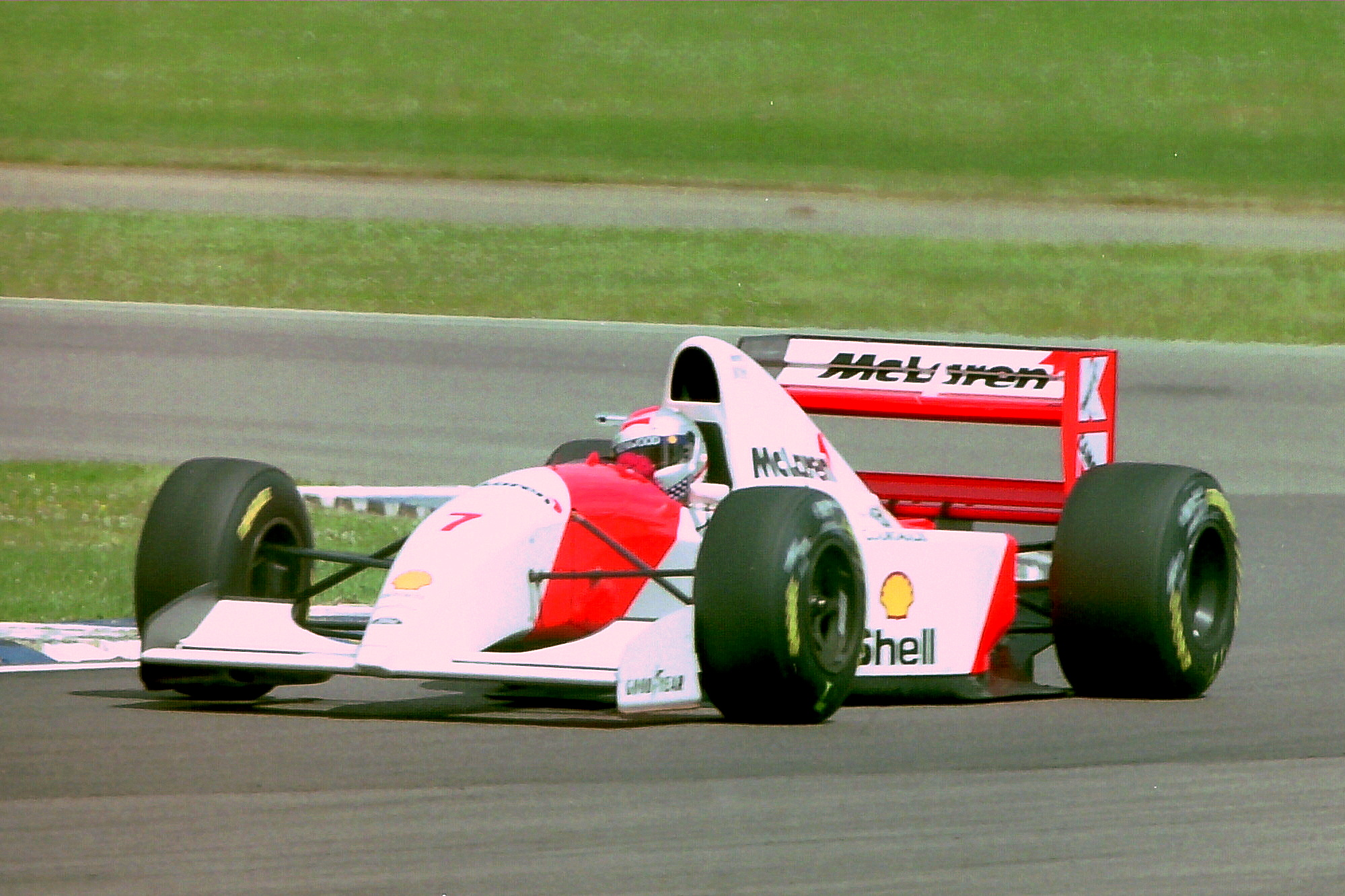
Andretti en 1993

Andretti dio el salto a la Fórmula 1 en 1993, con la escudería McLaren como compañero de Ayrton Senna. Participó en un total de 13 Grandes Premios, logrando puntuar en 3 de ellos y logrando su mejor resultado en el Gran Premio de Italia en Monza, en su última carrera. Fue reemplazado por el finlandés Mika Häkkinen. Según él, su pobre actuación en la Fórmula 1 se debió a un plan de Ron Dennis, jefe de McLaren, y Bernie Ecclestone, promotor de la categoría, para desprestigiar a los pilotos de la CART.
El piloto retornó a la CART en 1994 para correr para Ganassi. Venció en Surfers Paradise y Toronto y llegó entre los primeros seis en siete ocasiones más. De esta manera, Andretti terminó la temporada 1994 en la cuarta posición.

## Segunda etapa en Newman/Haas (1995-1999)
Newman/Haas contrató nuevamente a Andretti en 1995. obtuvo una victoria en Toronto, dos segundos puestos, un tercero y tres cuartos, lo que combinados con ocho abandonos le significaron quedar cuarto en la tabla final. En 1996, fue ganador en cinco carreras (Nazareth, Milwaukee, Detroit, Road America y Vancouver) y tercero en una, con lo cual consiguió el subcampeonato por quinta y última vez.
En 1997 y 1998, Andretti terminó octavo en el campeonato, en ambos casos con una victoria en Homestead, cuatro segundos puestos y ocho abandonos. El piloto volvió al pelotón de punta en 1999 al finalizar cuarto en el certamen, aunque sumó una única victoria en Gateway y cuatro podios adicionales en 20 carreras. En su último año en Newman/Haas (2000), Andretti venció en Motegi y Toronto y llegó segundo en tres ocasiones. Sin embargo, ocho abandonos lo relegaron a la octava colocación final.

## Últimos años de piloto y conversión a dueño de equipo (2001-presente)

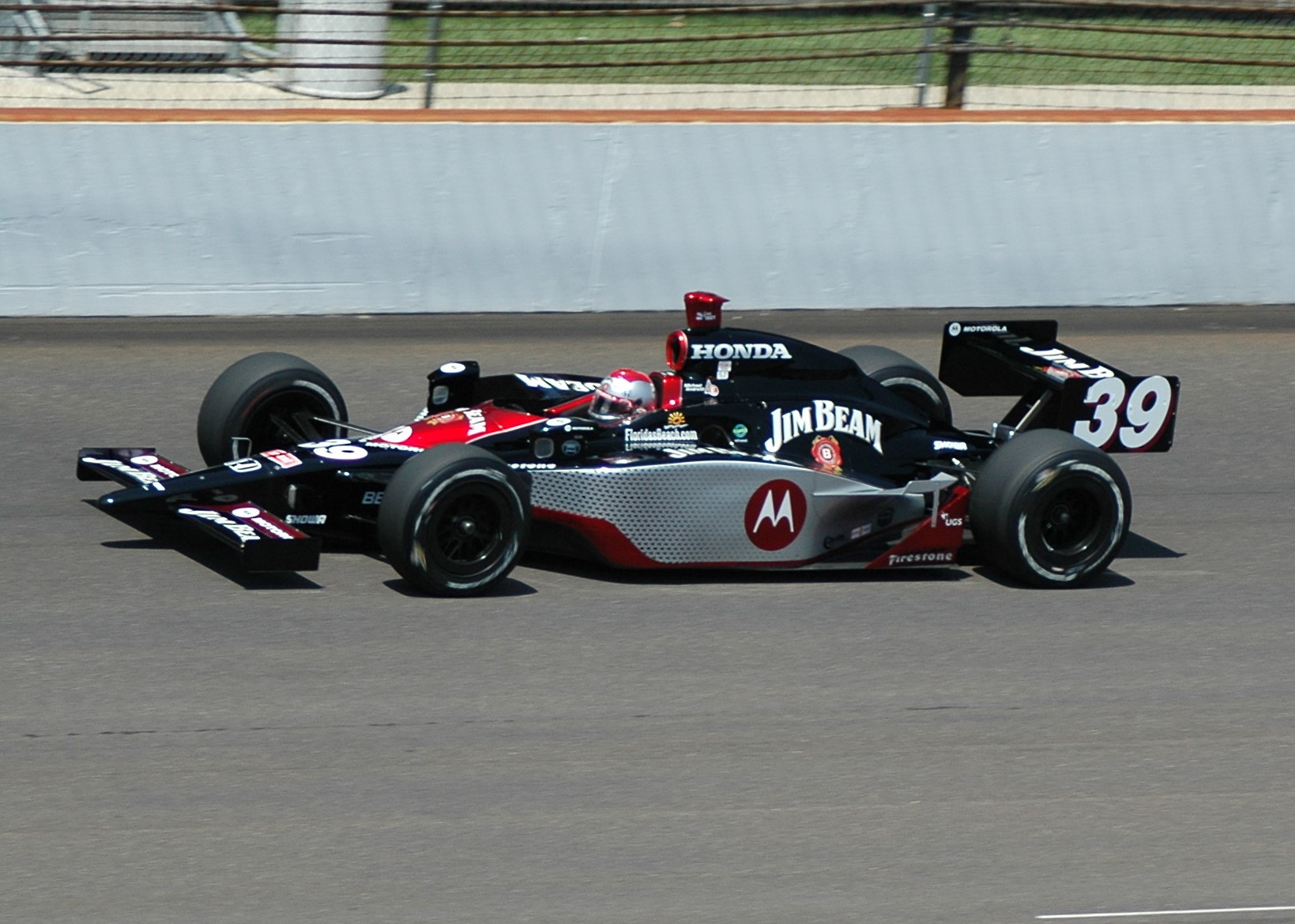
Michael Andretti durante los entrenamientos de las 500 Millas de Indianápolis de 2007.

Andretti y Kim Green fundaron un equipo de CART llamado Motorola, con asistencia de Team Green, para el cual el piloto de Pensilvania pilotó en 2001 y 2002. En su año de debut, ganó por séptima vez en Toronto, llegó segundo tres veces y quinto o mejor en cinco adicionales. Esto le permitió concluir el año en el tercer escalón. En su último año en la categoría, 2002, ganó su última carrera como piloto en Long Beach, sumó tres podios adicionales y quedó noveno en la tabla general.
De manera paralela, Andretti compitió también con el equipo Motorola en las 500 Millas de Indianápolis de 2001 y 2002, en la que llegó tercero y séptimo. En 2003, el equipo se fusionó con el de Kim y Barry Green, la estructura pasó a llamarse Andretti Green Racing y se traspasó a la IndyCar. Andretti pilotó en las cuatro primeras fechas, consiguiendo un cuarto lugar, un sexto y dos abandonos. Tras quedar fuera de competencia en Indianápolis, Andretti se retiró como piloto y se dedicó de lleno a la tarea de dueño de equipo. Retornó a la actividad con su equipo en las 500 Millas de Indianápolis de 2006 y 2007, donde llegó tercero y 13º respectivamente.

## Otras disciplinas
Andretti disputó las 24 Horas de Le Mans en tres oportunidades. En 1983 lo hizo con un Porsche 956 de Kremer y terminó en la tercera posición absoluta. En 1988 compitió con un Porsche 962C oficial y resultó sexto. En 1989 participó con un Courage C36 oficial y abandonó. En las tres ocasiones tuvo a su padre Mario como compañero de butaca; en 1989 el tercer piloto fue su primo John.
Andretti también disputó las cuatro fechas de la International Race of Champions de 1987; ganó en Watkins Glen, llegó quinto en dos fechas y séptimo en la restante, lo cual se significó quedar séptimo en la tabla final. También en 1987, participó en la fecha inaugural del Campeonato Mundial de Turismos en Monza, donde arribó tercero con un Alfa Romeo 75.
Michael Andretti's World GP es un videojuego de carreras lanzado en 1990 para la consola Nintendo Entertainment System que recrea la temporada 1988 de Fórmula 1; es la versión norteamericana del Nakajima Satoru F1 Hero de 1988.

## Resultados

### Fórmula 1
(Clave) (negrita indica pole position) (cursiva indica vuelta rápida)

| Año     | Escudería        | 1       | 2       | 3       | 4       | 5     | 6     | 7      | 8     | 9       | 10      | 11      | 12    | 13    | 14  | 15  | 16  | Pos. | Puntos |
| ------- | ---------------- | ------- | ------- | ------- | ------- | ----- | ----- | ------ | ----- | ------- | ------- | ------- | ----- | ----- | --- | --- | --- | ---- | ------ |
| 1993    | Marlboro McLaren | RSA Ret | BRA Ret | EUR Ret | SMR Ret | ESP 5 | MON 8 | CAN 14 | FRA 6 | GBR Ret | GER Ret | HUN Ret | BEL 8 | ITA 3 | POR | JPN | AUS | 11.º | 7      |
| Fuente: |                  |         |         |         |         |       |       |        |       |         |         |         |       |       |     |     |     |      |        |